# Zaścianki k. Kurowszczyzny
Zaścianki k. Kurowszczyzny – kolonia w Polsce położona w województwie podlaskim, w powiecie sokólskim, w gminie Sokółka.
W latach 1975–1998 miejscowość administracyjnie należała do województwa białostockiego.